# Antidorcas marsupialis
La gacela saltarina de El Cabo (Antidorcas marsupialis), también conocida como gacela saltarina o springbok es una especie de mamífero artiodáctilo de la subfamilia Antilopinae. Es una gacela blanca y café de tamaño medio que habita las sabanas del África austral. Es extremadamente rápida pudiendo alcanzar una velocidad de 88 km/h y puede saltar 4 m. El nombre común «springbok» procede de las palabras del afrikáans y neerlandés: spring, saltar y bok, macho del antílope o de cabra. Habitan en Namibia, Angola, Botsuana y Sudáfrica.
Esta especie es un símbolo nacional de Sudáfrica, y la selección de rugby del país es conocida como los Springboks.

## Sistemática
La especie fue descrita como Antilope marsupialis por Eberhard August Wilhelm von Zimmermann en 1780 en la provincia de El Cabo, Sudáfrica. A principios del siglo XX fue adscrita al género Antidorcas.
En 1922 y 1926 se describieron una especie, A. angolensis, y una subespecie, A. a. hofmeyri, de este mismo género. Ambas fueron posteriormente clasificadas como subespecies de A. marsupialis. Sin embargo, a principios de la década de 2010, estos tres taxones aparecen incluidos en tres especies distintas: A. marsupialis, A. angolensis y A. hofmeyri.

## Descripción
Los springboks son antílopes delgados, de cuello largo, con una longitud total de 150 a 195 cm (59 a 77 pulgadas), y cuernos presentes en ambos sexos. Los adultos miden entre 70 y 90 cm (28 y 35 pulgadas) en la cruz, dependiendo del peso y género; pesan entre 30 y 44 kg (66 y 97 libras) para las hembras y 33 y 48 kg (73 y 106 libras) para los machos. La cola es de 15 a 30 cm (5,9 a 11,8 pulgadas) de largo.
Su coloración consiste en un patrón de color blanco, rojizo/marrón y marrón oscuro. Sus espaldas son de color marrón y de color blanco por debajo, con una franja de color marrón oscuro que se extiende a lo largo de cada lado desde el hombro hasta el interior del muslo. La cara es blanca en los adultos, con una mancha oscura en la frente, y una franja que va desde justo encima de los ojos a la esquina de la boca. Las pezuñas y cuernos son de color negro, y la cola es de color blanco con un penacho negro en la punta.
Los machos son ligeramente más grandes que las hembras, y tienen cuernos gruesos; las hembras tienden a tener patas delgadas y largas, y cuernos más frágiles. Los cuernos son, sin embargo, de forma similar en ambos sexos, con una punta en forma de gancho que se curva hacia adentro, y una serie de anillos a lo largo de su longitud. El largo medio del cuerno para ambos sexos es de 35 cm (14 pulgadas), con el récord de una hembra cuyos cuernos medían 49,21 centímetros (19,37 pulgadas). Las huellas de la gacela son estrechas y afiladas, y miden 5,5 cm (2,2 pulgadas) de largo. Esta gacela se distingue de otras en que sólo tiene dos premolares en cada lado de cada mandíbula, en lugar de tres, y por lo tanto, un total de veintiocho dientes, en lugar de los treinta habituales.
Hay tres variaciones en el color del pelaje del springbok. Además de las gacelas de color normal también hay morfos en blanco y negro. Aunque nacen de color negro azabache, las gacelas adultas "negras" tienen principalmente dos tonos de marrón chocolate y una marca en la cara blanca. Las gacelas blancas son predominantemente blancas con una franja lateral color marrón claro.

Springbok normal
Springbok negro
Springbok blanco

## Alimentación

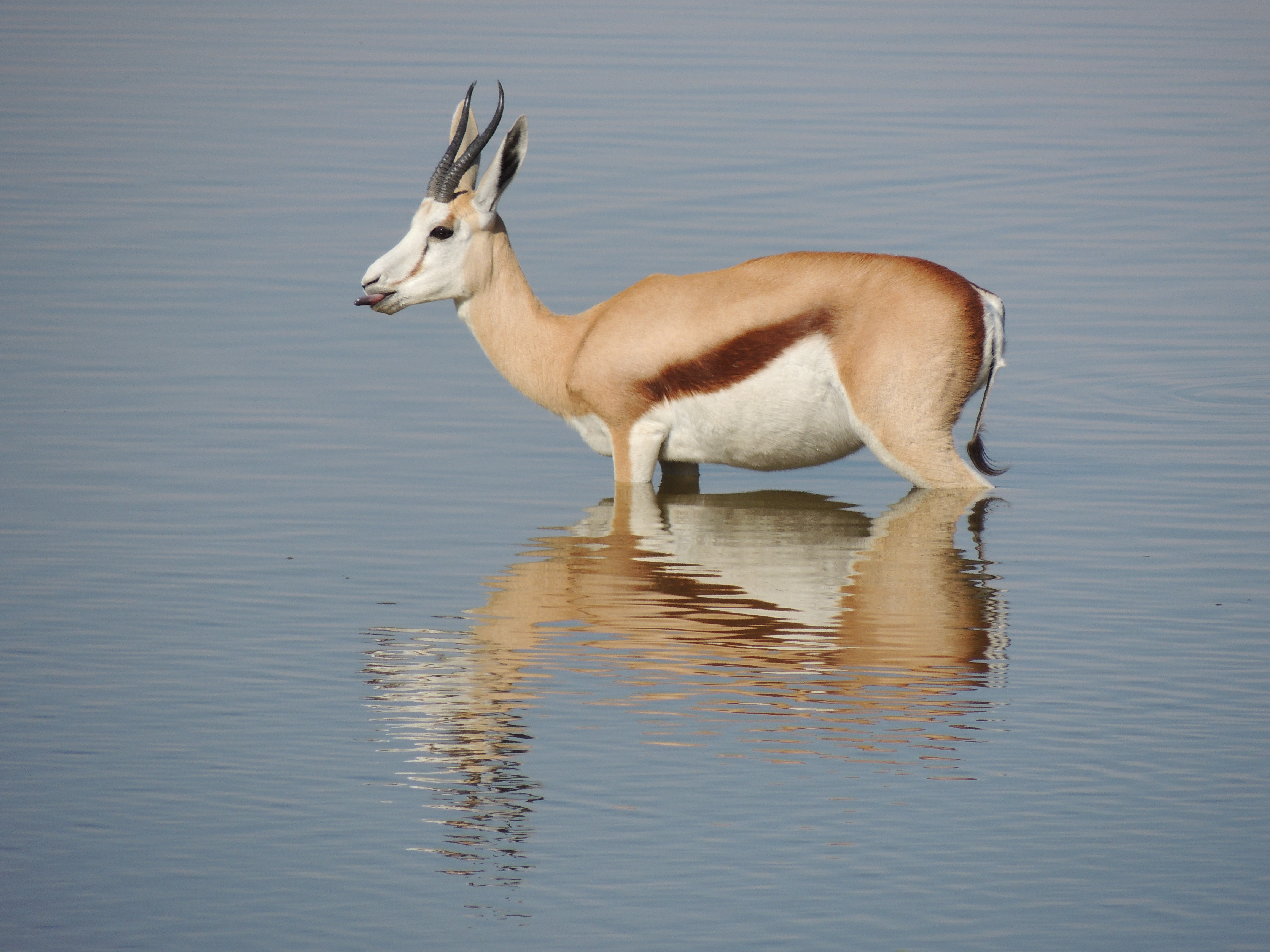
En el agua en el parque nacional Etosha, Namibia

Los springboks tienen alimentación mixta, cambian del pastoreo a la migración de temporada. Cuando las hierbas están frescas se dedican al pastoreo. En otras ocasiones ramonean. El springbok puede satisfacer sus necesidades de agua de los alimentos que consume, y sobrevive así sin agua potable durante la estación seca, o incluso años. Según se informa, en casos extremos, no beben agua en el transcurso de sus vidas. El springbok puede lograr esto mediante la selección de flores, semillas y hojas de arbustos antes del amanecer, cuando recogen la humedad de la noche. Los Springboks se reúnen en las estaciones húmedas y se separan durante la estación seca, un rasgo poco común entre los animales africanos. En lugares como Etosha, el springbok busca cuerpos de agua cuando están disponibles. Los ejemplos de los alimentos consumidos por la gacela son hierbas, tales como Themeda triandra y plantas suculentas, como Lampranthus.

### Depredadores
Leopardos, guepardos, hienas, y leones son los depredadores primarios de los springboks. Un estudio en el parque nacional Etosha descubrió que los springboks son las especies de presas más comunes para los leones, representando casi el setenta por ciento de las cacerías. Las pitones ocasionalmente capturan springboks. Los chacales de lomo negro, caracales, y águilas a menudo atrapan crías de springbok.

### Otros herbívoros
Comparten territorio con otros herbívoros, como el órice de El Cabo, elefante de sabana africano, ñu azul, cebra, y blesbok. Con el impala osólo coinciden en los bordes de su área de distribución, como en el parque nacional Etosha y el área de Pilanesberg.